# Boris Masłow
Boris Wasiljewicz Masłow (ros. Борис Васильевич Маслов, ur. 20 grudnia 1957 w Bijsku) – radziecki kierowca wyścigowy.

## Życiorys
Karierę zawodniczą rozpoczął w 1970 roku od startów w kartingu. W 1978 roku przeprowadził się do Togliatti, gdzie podjął pracę jako elektryk w zakładach WAZ. Później został kierowcą testowym w WAZ. W 1983 roku rozpoczął starty w wyścigach samochodów turystycznych w grupie A2, zajmując 19. miejsce w mistrzostwach ZSRR. Dwa lata później zajął szóste miejsce w klasyfikacji. W 1986 roku został pierwszym radzieckim kierowcą startującym Ładą Samarą; zajął wówczas ponownie szóste miejsce w mistrzostwach kraju. W tym samym roku uzyskał odznaczenie mistrza sportu. W 1988 roku został wicemistrzem ZSRR w grupie A, wygrywając wyścig w Kijowie. Został włączony również do radzieckiej kadry na Puchar Pokoju i Przyjaźni. Rok później był brązowym medalistą mistrzostw kraju w grupie A. W sezonie 1990 był piąty w klasie A-1300 w ZSRR, oraz czwarty w Pucharze Pokoju i Przyjaźni. Uczestniczył również w wyścigach we Włoszech. W roku 1991 został wicemistrzem ZSRR w klasie A-1600.